# Mechelen-Noord
Mechelen-Noord of Mechelen Noord is een wijk in de Belgische stad Mechelen. Het is sinds 2001 een administratieve verzamelnaam voor een reeks kleinere wijken waaronder de van oorsprong volkse wijken Pennepoel, Otterbeek, Marokken, Galgenberg, Katanga en Oud Oefenplein, en anderzijds het residentiële Kauwendael. Het gemeentelijk wijkcentrum is gelegen in de Overheide 80.
In de jaren na de Eerste Wereldoorlog was er nood aan woningen voor arbeidersgezinnen en de in inleiding genoemde wijken waren gastvrouw voor de te bouwen woningen, die meestal klein van oppervlakte waren maar toch relatief grote gezinnen herbergden.
De wijk is met ongeveer 15 000 inwoners de tweede grootste van Mechelen, na Centrum. 
De naam (zonder eensgezindheid over de juistheid of over enig betekenisonderscheid aangaande gebruik van een koppelteken) geldt tevens voor:
- het industriepark Mechelen Noord, waarvan de naambekendheid de aanleiding was om voormelde wijken onder die verzamelnaam onder te brengen. In het park staat een beeldbepalende treurwilg met omtrek van 381 cm (2023).[1]
- de afrit 9 van autosnelweg E19, behalve logisch geheten ook qua ruimtelijke ordening en wegenplanning nauw verbonden met voormeld industrieterrein.
- het gehele gebied met wijk, industrieterrein en afrittencomplex.

Mechelen-Noord omsluit in grote mate de gebieden rond de hoofdbanen naar Antwerpen en Lier. 

## Geschiedenis[2][3]
Uit onderzoek is gebleken dat het gebied is gelegen in een zone met holocene en/of tardiglaciale fluviatiele afzettingen (alluvium van de Dijle) op een pleistocene sequentie (dekzand). In het gebied komen verschillende natte zandleem- en leembodems voor.
Die bestaat zeker al aan het eind van de 8ste, ten laatste begin 9de eeuw. Maar echt succesvol is ze niet en aan het eind van de 10de eeuw wordt de abdij vervangen door een seculier kapittel, een college van geestelijken (met name kanunniken) die niet bij een (klooster)orde behoren maar bij het bisdom. De invloed van het Sint-Romboutskapittel neemt gestaag toe. In de 12de eeuw wordt de Sint-Romboutskerk de belangrijkste kerk in Mechelen en begin 13de eeuw wordt Sint-Rombout de patroonheilige van de stad. De belangrijke positie van de Sint-Romboutsparochie noopt het kapittel vanaf 1217 tot de bouw van een nieuwe kapittelkerk. Tien jaar later is dit gebouw zo ver gevorderd dat de relieken van Sint-Rombout er kunnen worden ondergebracht.
Het is niet duidelijk waar de abdij ooit heeft gelegen. Volgens oude literatuur bevindt de abdij zich op “de gronden die kadastraal bekend staan als de Holm”. Op de kaart van Boutatts uit 1730 wordt expliciet vermeld: “het hof ter borst daer S. Rombaut gewoont heeft”. De naam “Hof ter Borst” gaat terug op de eigenaars van de site in de 14de eeuw. Het hof is aangeduid als een kasteelachtig gebouw met twee grote torens met daartussen een gebouw met zadeldak, toegangspoort en twee ramen. Rondom het hof, in een Uvorm, loopt een beek. Rechts van het hof staat het toponiem “Den holm”. Dat verwijst naar een locatie ten noorden van de huidige stadskern. Met het woord ‘holm’ wordt een soort eiland/zandige opduiking bedoeld, gelegen te midden van moerassig gebied."

### Oprichting en geschiedenis van het Groot Begijnhof buiten de poorten[4]
In het kort kan men stellen dat op de bijna 20 hectare grote plaats tussen de Antwerpse poort en de Dijle met grote snelheid huizen en een kerk werden opgericht. In 1276 was de kerk, geschonken door de echtgenote van de Heer van Mechelen, Wouter Berthout VI en zijn dochter, voltooid. In 1286 wordt het begijnhof als afzonderlijke parochie erkend.
Het groeide uit tot een ware stad onder impuls van Sophie Berthout die in 1295 de eerste statuten aan het begijnhof gaf. Een oorkonde uit 1370 vernoemt de namen van meer dan honderd huizen en conventen.
Volgens kroniekschrijver Azevedo (Azevedo G.D. de, Korte chronycke der Stadt ende Provincie van Mechelen 420 – 1582, tweede uitgave, Leuven zonder jaartal) hebben in 1467 niet minder dan 900 begijnen Karel de Stoute verwelkomd bij zijn bezoek aan Mechelen.
Het hoogtepunt bereikte het begijnhof rond 1550, er waren toen 1500 begijnen en een honderdtal conventen.
De beeldenstorm in 1566 treft het begijnhof een eerste maal met vele vernielingen. In 1572 plunderen de soldaten en huurlingen van de Hertog van Alva de stad en het begijnhof, er werd brand gesticht in een zeventigtal huizen van het begijnhof. Uiteindelijk werd in 1578 op bevel van de toenmalige beheerder, Pontus de Noyelles, het gehele begijnhof in brand gestoken om te verhinderen dat aanvallers de huizen zouden gebruiken als bescherming bij hun aanval op de stad.

## Bezienswaardigheden

### Burgerlijke bouwwerken
- Kasteeldomein Tivoli[5]
- Kasteeldomein Kauwendael[6]
- Kasteel Caputsteen[7]
- Kasteel Blauwenstein[8] (gebouwd tot een fort in de 15de eeuw, verbouwd in de 17de eeuw, afgebroken in 1843)
- Stedelijke begraafplaats Mechelen (26 juni 1784), bezit talrijke merkwaardige grafmonumenten en sculpturen uit diverse perioden.[9]

### Religieuze bouwwerken
- Heilig Kruiskerk

## Natuur[10]
- Fort van Walem: erfgoedwaarde en natuurwaarde, onder meer door de overwinterende vleermuizen.
- Kauwendaal

De voorbije jaren heeft Mechelen-Noord aanzienlijke ontwikkelingen ondergaan. De natuur in dit gebied staat onder grote druk als gevolg van het verdwijnen van open binnengebieden, bossen en natuurlijke verbindingen.
De bouw van winkelpark Malinas, en geplande bouw van een regionaal bedrijventerrein en verdere woonuitbreiding stuit op toenemend protest. 

## Sport

### Voetbal
In 1904 zagen de grootste Mechelse voetbalploegen het levenslicht: Racing en KV Mechelen. Hun stadions liggen alle twee op het grondgebied van Mechelen-Noord.
Het stadion van KV Mechelen staat nog steeds bekend als 'Achter de kazerne'. De kazerne in kwestie, de Kazerne Baron Michel, is echter grotendeels afgebroken en in de plaats kwamen de gebouwen van Telenet. 

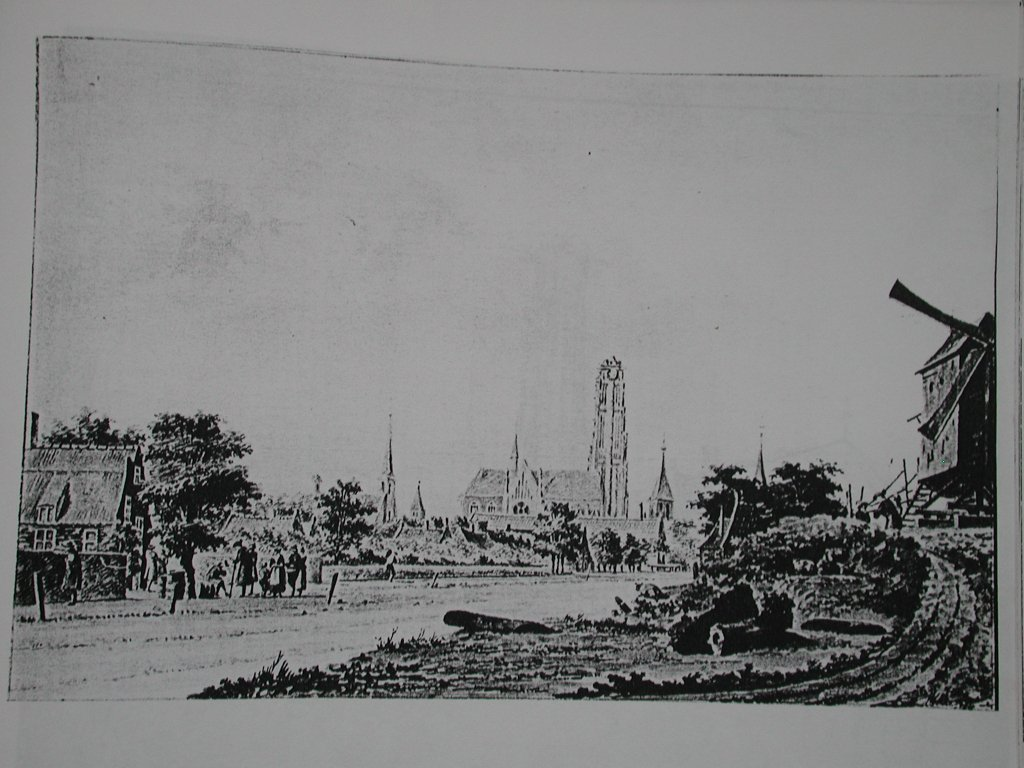
Antwerpsesteenweg, (zuidwaarts zicht) anno 1771
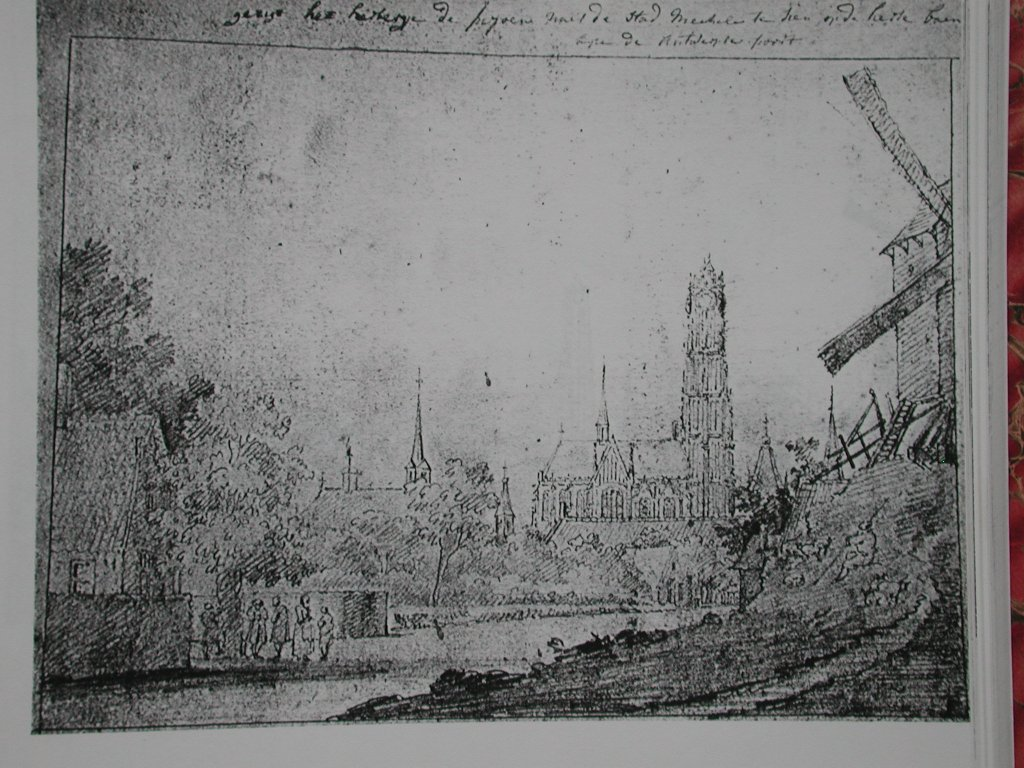
Antwerpsesteenweg, (zuidwaarts zicht) anno 1771

Mechelen-Noord · Mechelen-Zuid · Mechelen-Centrum · Tervuursesteenweg · Battel · Nekkerspoel · Arsenaal
Woonwijken buiten het centrum: Otterbeek · Katanga · Oud Oefenplein · Kauwendael · Galgenberg · Marokken (Schorsvelden) · Stuivenberg
Historische buitenwijken: Halfgalg · Geerdegem · Auwegem · Pennepoel · Nekkerspoel · Hanswijk · Zennegat